# KgU – Kampfgruppe der Unmenschlichkeit
KgU – Kampfgruppe der Unmenschlichkeit ist ein propagandistischer Dokumentarfilm des DEFA-Studios für Wochenschau und Dokumentarfilme von Joachim Hadaschik aus dem Jahr 1956.

## Filminhalt
Zu Beginn des Films erscheint die Einblendung: „Hergestellt nach Dokumenten des Obersten Gerichts und des Ministeriums für Staatssicherheit der Deutschen Demokratischen Republik“. Es folgen Aufnahmen aus dem Berolinahaus. Dort wird die Ausstellung „Agenten, Spione, Saboteure entlarvt“ des Ministeriums für Staatssicherheit präsentiert, die nach Angaben des Filmkommentars bereits hunderttausende Menschen gesehen haben. Sie zeigt die gegen die Spionage- und Agentenzentralen in Westdeutschland und West-Berlin gerichtete Arbeit der Sicherheitsorgane der DDR. Die Ausstellung bildete die Grundlage für den Film.
Ein Angehöriger der Staatssicherheit in Uniform erläutert einer Gruppe Ausstellungsbesuchern die hinter ihm angebrachten Exponate. Nach seinen Worten ist die sogenannte Kampfgruppe gegen Unmenschlichkeit (KgU) eine der gefährlichsten, gemeinsten und skrupellosesten Zentralen der politischen Unterwelt. Der Uniformierte gibt an, dass Johann Burianek, der Kraftfahrer des Werkleiters des VEB Secura Werke Berlin, einer der Rädelsführer der Gruppe war. Der Filmkommentar berichtet im Folgenden von Burianeks staatsfeindlichen Tätigkeiten. Mit seinem Dienstwagen transportierte er Hetzschriften gegen die DDR von West-Berlin nach Ost-Berlin und benutzte diesen auch für weitere Aktionen, für die er von der KgU die Aufträge erhielt. Dazu gehörte das Werfen von Reifentötern auf die Landstraßen, um das Transportwesen zu stören. Auch zu den III. Weltfestspielen der Jugend und Studenten sollte damit Panik ausgelöst werden, wozu auch Stinkbomben und Brandsätze eingesetzt wurden. Eine weitere Aufgabe Burianeks bestand darin, gemeinsam mit anderen Mitgliedern der KgU eine Eisenbahnbrücke in Berlin-Spindlersfeld in die Luft zu sprengen, was durch eine Patrouille der Bahnpolizei verhindert werden konnte. Burianek wurde dafür vom Obersten Gericht der DDR, unter dem Vorsitz von Hilde Benjamin, zum Tode verurteilt.
Der Filmkommentar berichtet, dass viele Agenten des Westens in den Übersiedlungslagern unter den geflüchteten DDR-Bürgern geworben wurden. Der in die DDR übergesiedelte ehemalige Hauptagent der KgU, Rupprecht Wagner, sagt in einem Interview, dass der Leiter der Terrorabteilung Gerd Baitz mehrere hauptamtlich angestellte Mitarbeiter mit der Vernehmung von Flüchtlingen, zwecks Anwerbung neuer Agenten im Notaufnahmelager Marienfelde, beauftragt hat. Dazu gehörte auch Kurt Milster alias Malik, der nicht nur für die KgU, sondern auch für den US-amerikanischen Geheimdienst arbeitete. Einer der von ihm angeworbenen Agenten war ein aus Leipzig stammender Veterinärstudent, der nach seiner Verhaftung in der DDR über seine erhaltenen Aufgaben vor der Kamera aussagte, dass er von Milster alias Malik Gift erhalten hat, womit er im Leipziger Schlachthof Fleisch vergiften sollte.
Erneut ist der Mitarbeiter der Staatssicherheit in Uniform zu sehen. Auf einer Landkarte zeigt er den Ausstellungsbesuchern, dass sich das KgU-Agentennetz über die gesamte DDR erstreckte. So sollte im Ernst Thälmann Werk Magdeburg eine 3000 Tonnen schwere Schmiedepresse vernichtet werden. Gerhard Benkowitz erhielt den Auftrag die Bleilochtalsperre zu sprengen, was den Tod von zehntausenden Menschen bedeutet hätte, Millionenwerte wären vernichtet worden. Im Volkseigenen Gut Lanke (Wandlitz) wurde durch Brandstiftung die gesamte Ernte vernichtet. Im Volkseigenen Reifenwerk Fürstenwalde verbrannten 15000 Reifen, der Brandstifter Lucke aus Fürstenwalde/Spree wurde gefasst.
Der uniformierte Mitarbeiter der Staatssicherheit gibt an, dass Beispiele von ehemaligen KgU-Mitarbeitern existieren, die sich von dieser Vereinigung getrennt haben. So ging ein Jugendlicher drei Mal zur Vermisstenstelle der KgU, da er seinen Vater suchte. Dann bekam er ein Brandpaket ausgehändigt, um das Kulturhaus des VEB Bau-Union Berlin in Berlin-Schöneweide in Brand zu setzen. Das brachte er nach eigener Aussage nicht fertig und stellte sich der Deutschen Volkspolizei. Der Schauspieler Joachim Schmidt aus Erfurt erklärt, dass er sich und seiner Frau viel Ärger erspart hätte, wenn er bereits früher mit der KgU gebrochen hätte. Ein weiterer ehemaliger Mitarbeiter der KgU konnte es nach seiner Heirat und der Geburt seines Kindes nicht mehr mit seinem Gewissen vereinbaren, länger für die Kampfgruppe tätig zu sein und stellte sich ebenfalls den Sicherheitsorganen der DDR. Im Kommentar wird berichtet, dass sich Maßnahmen der KgU auch gegen Menschen in Westdeutschland richten. Es werden abgefilmte, schriftliche Unterlagen gezeigt. Der Sänger Rudi Schuricke wurde bespitzelt, weil er Bekannte in der DDR hatte.
Der Film berichtet von Ballons mit einem Durchmesser von bis zu 18 Metern, die Hetzschriften und Brandsätzen befördern und mit hochexplosiven Wasserstoffgas gefüllt sind. Filmaufnahmen zeigen einen Ballon, der mit schwerer Ladung unweit eines Bauernhofs abstürzte, auf dem Kinder spielten. Auch weniger gewalttätige Aktionen wurden durchgeführt: Laut Rupprecht Wagner schrieben Mitglieder der KgU vor der Berliner Außenministerkonferenz an den US-amerikanischen Außenminister John Foster Dulles als Bürger der DDR, dass sie mit der Politik der Vereinigten Staaten einverstanden sind, was diesen veranlasste, für alle Deutsche zu sprechen.
Es werden abgefilmte Ausschnitte aus Zeitungen und Zeitschriften in der BRD gezeigt, die sich negativ über die KgU äußern. Der Kommentator gibt sich optimistisch, dass die KgU bald nicht mehr existieren wird. Der uniformierte Mitarbeiter der Staatssicherheit spricht abschließend direkt in die Kamera: „Deshalb geht der Kampf gegen Agenten, Spione und Saboteure uns alle an.“

## Hintergrund
Im Zeichen des Kalten Krieges entstanden in den 1950er-Jahren in der DDR regelmäßig Dokumentarfilme, die „zur Bildung eines westlichen Feindbildes beitragen sollten.“ Meist war die Staatssicherheit an den Filmen beteiligt. Wiederkehrende Themen dieser Produktionen waren Schmuggel, Spionage und Anschlagspläne, die sich gegen die DDR richten sollten. Die Filme verschrieben sich der „Methode propagandistischer Überzeichnung“. Sie einte eine „kulturelle Überfremdungsphobie der Herrschenden in Ostberlin“. Neben KgU – Kampfgruppe der Unmenschlichkeit entstanden in dieser Zeit unter anderem Sie haben den Verstand verloren (Regie: Bruno Kleberg und Walter Marten, 1954), Zwei Wege der Jugend (Regie: Rolf Schnabel, 1954), Attentat auf unsere Kinder (Regie: Kurt Stanke, 1955) und Agenten im Schatten einer Partei (Regie: Joachim Hadaschik, 1957). Über die Wirkung dieser Filme beim Publikum kann aus heutiger Sicht nur spekuliert werden.
Die sich in den 1950er-Jahren zunehmend radikalisierende Kampfgruppe gegen Unmenschlichkeit war für die DDR „ein willkommener Anlass, um sie im Kalten Krieg für eigene Propagandazwecke gegen die BRD zu nutzen“. Um seine visuelle Überzeugungskraft zu erhöhen, bediente sich KgU – Kampfgruppe der Unmenschlichkeit nachgestellter Szenen. Das im Film präsentierte „beschlagnahmte Dokumentationsmaterial“ stellt Erkenntnisstände der Staatssicherheit dar, die zum Zeitpunkt der Filmproduktion bereits veraltet waren.

## Produktion und Veröffentlichung
Der Dramaturg war Harry Hornig. KgU – Kampfgruppe der Unmenschlichkeit zeigt den Sänger Rudi Schuricke bei einer Darbietung des Schlagers Capri-Fischer. Der Komponist des im Film enthaltenen Festivalliedes Im August blüh’n die Rosen war Günter Friedrich. Die musikalische Bearbeitung des Films lag in den Händen von Kurt Grottke.
Die Premiere des unter dem Arbeitstitel Warnung gedrehten Schwarzweißfilms fand am 3. Februar 1956 statt. Vom Deutschen Fernsehfunk (DFF) wurde der Film am 15. Juli 1956 gesendet.
2019 lief der Film in der Retrospektive „BRDDR“ des DOK Leipzig. Zusammen mit weiteren DEFA-Filmen aus den 1950er-Jahren, die im Zeichen des Kalten Krieges stehen, erschien KgU – Kampfgruppe der Unmenschlichkeit 2021 in der Edition Filmmuseum auf DVD.